# ヴィトール・ジ・オリヴェイラ・ヌネス・ドス・レイス
ヴィトール・ジ・オリヴェイラ・ヌネス・ドス・レイス（Vitor de Oliveira Nunes dos Reis, 2006年1月12日 - ）は、ブラジルのサンパウロ州サン・ジョゼ・ドス・カンポス出身のプロサッカー選手。プレミアリーグのマンチェスター・シティFC所属。元ブラジル代表。ポジションはディフェンダー。

## 経歴

### パルメイラス
2016年に10歳でSEパルメイラスのユースアカデミーに加入。
2022年に最初のプロ契約を結び、2024年にトップチームデビューを果たした。

### マンチェスター・シティ
2025年1月21日にプレミアリーグのマンチェスター・シティFCへ完全移籍し、4年半の契約を結んだ。移籍金は2,960万ポンド。

## 代表歴
2023年のFIFA U-17ワールドカップにブラジル代表で出場した。